# Барнет ФК (Лондон)
Барнет Футбол Клъб (произнася се Барнит, (на английски: Barnet Football Club)) e английски футболен клуб, със седалище в Хай Барнет, Лондон. Играе срещите си на стадион „Ъндърхил Стейдиъм“, Барнет (Underhill Stadium). Цветовете на отбора са златисто-жълти фланелки, черни гащета, черни чорапи (резервни: бели фланелки, бели гащета, бели чорапи).

## Началото (1888 – 1901)
Барнет ФК е сформиран през 1888 г., като преди това е известен с имената Ню Барнет (New Barnet FC) (1885 – 1888) и ФК Уудвил (Woodville FC) (1882 – 1885).
Известен е с прозвището „планинците“ („Highlanders“). Основан е от бивши преподаватели от колежа Каули и университета Лайънсдаун, които играят в Ню Барнет, преди да преминат на Куинс роуд в парка Рейвънскрофт през 1889 година. Барнет е един от отборите, които влизат в новата Северна Лондонска лига през 1892/93.
Оттогава нататък те са се състезавали с голям успех в Северна Мидълсекс лига (North Middlesex League Division II), а също така са се състезавали за купата Мидълсекс младши, старши купа и Лондон Джуниър купа. На тези съревнования играят срещу Тотнъм Хотспър и дори ги побеждават с 5:0. Отборът на Металургични заводи Темза също е редовен съперник, който по-късно ще стане Уест Хям Юнайтед. Редовни съперници на Барнет по това време са още Хендън Роувърс, Финчли и Барнет Авеню.
Впоследствие се изкачват и играят в Лондонска лига, дивизия 2 (London League Division II) и става шампион през 1897/98, преди да престане да съществува през сезон 1901/02.

## Barnet Avenue & Barnet Alston (1901 – 1919)
В същото време други два клуба Барнет Авеню ФК (Barnet Avenue FC) (основан 1890) и Алстън Уъркс АФК (Alston Works AFC) (основан 1901) продължават съперничеството в града пред многобройни и много шумни тълпи. През 1890 Авеню ФК напредва в Мидълсексекската лига и през 1904/05 те се преименуват на Барнет ФК.
Те се присъединяват към Аматьорска футболна асоциация през 1907/08, печелейки Chiswick Лига, и играят домашните си мачове на Хедли Грийн, преди окончателно да се преместят на стария стадион на Куинс роуд. През 1910/11 те се завръщат във Футболната асоциация и през 1912 г. се сливат с другия местен отбор, наречен Барнет Олстън.
Алстън Уъркс АФК (Alston Works AFC) е другият клуб от Барнет. Той е сформиран непосредствено преди Барнет ФК да се разпадне през сезон 1901/02. Те са работели при зъболекаря Олстън Уъркс в покрайнините на Барнет и са били известни като „зъболекарите“ (Dentals) или „Амбър & афроамериканци“. През 1904/05 те се преименуват в Барнет Алстън ФК.

## The Athenian League years (1912 – 1965)
Първоначално Барнет Алстън играе на Фермата Андърхил, само крачка от Алеята Тотъридж, след това преминават на Ъндърхил през септември 1907. През 1912 г. се сливат с ФК Авеню (който се преименува на Барнет ФК), за да създадат Барнет & Алстън ФК и на членове на основателите на сформирането на Атинската лига. След Първата световна война се връща старото име на отбора Барнет ФК, което се запазва.

## Любопитно
- Рекордно посещение: 11 026 зрители на мача Барнет – Уикъмб Уондърърс, Аматьорска купа (IV кръг), 1951/52
- Рекордни приходи: 31 202 паунда от мача Барнет – Портсмут, купа на Англия (III кръг), 5 януари 1991
- Професионален статут от 1965 г.
- Рекордна победа в Лигата: Барнет – Блакпул, 7:0 (III дивизия, 11 ноември 2000)
- Рекордна загуба: 1:9 срещу Питърбъроу Юнайтед (III дивизия, 5 септември 1998)
- Най-много точки през един сезон: 69 (IV дивизия, 1991/92 (три точки за победа)
- Най-резултатен играч през един сезон: Гари Бул – 20 гола (IV дивизия, 1991 – 92)
- Най-много голове: Артър Морис – 403 (1927 – 1936)
- Играч с най-много участия в Лигата: Лес Ийсън – 648 (1965 – 1974, 1977/78)
- Рекордна сума, получена за трансфер: 800 000 паунда от Кристъл Палас за Дъги Фрийдман
- Рекордна сума, платена за трансфер: 130 000 на Питърбъроу за Грег Хийлд
- Участие във Футболната лига: 1991/92 IV дивизия, 1992/93 III дивизия
- Първи мач в Лигата: на 17 август 1991 срещу Крю Алекзандра – 4:7

## Успехи
- Футболна лига: IV дивизия – 7-о място (1991/92)
- Купа на Англия: не е преминавал по-нагоре от III кръг
- Купа на Лигата: не е преминавал I кръг